# Euclasta vitralis
Euclasta vitralis is een vlinder van de familie van de grasmotten (Crambidae). De wetenschappelijke naam van deze soort is voor het eerst voorgesteld door Koen Maes in een publicatie uit 1997.
De soort komt voor in Nepal en Sri Lanka.